# Google Web Toolkit
Google Web Toolkit (GWT) は、Javaを使ってウェブ用Ajaxアプリケーションを開発できるオープンソースのJavaソフトウェア開発フレームワークである。Apache License 2.0でライセンスされている。
GWTは再利用可能で効率的なAjaxソリューションであることを強調しており、すなわち非同期RPC、履歴管理、ブックマーク、ブラウザ間の移植性の良さなどを特徴とする。

## 歴史
GWT version 1.0 RC 1 (build 1.0.20) は2006年5月16日にリリースされた。Googleは2006年のJavaOneでGWTを発表した。
| バージョン | 日付           |
| ---------- | -------------- |
| GWT 1.0    | 2006年5月17日  |
| GWT 1.1    | 2006年8月11日  |
| GWT 1.2    | 2006年11月16日 |
| GWT 1.3    | 2007年2月5日   |
| GWT 1.4    | 2007年8月28日  |
| GWT 1.5    | 2008年8月27日  |
| GWT 1.6    | 2009年4月7日   |
| GWT 1.7    | 2009年7月20日  |
| GWT 2.0    | 2009年12月8日  |
| GWT 2.1.0  | 2010年10月19日 |
| GWT 2.2.0  | 2011年2月11日  |
| GWT 2.3.0  | 2011年5月3日   |
| GWT 2.4.0  | 2011年9月8日   |
| GWT 2.5.0  | 2012年10月25日 |
| GWT 2.5.1  | 2013年3月9日   |
| GWT 2.6.0  | 2014年1月30日  |
| GWT 2.6.1  | 2014年5月10日  |
| GWT 2.7.0  | 2014年11月20日 |
| GWT 2.8.0  | 2016年10月20日 |
| GWT 2.8.1  | 2017年4月24日  |
| GWT 2.8.2  | 2017年10月19日 |
| GWT 2.9.0  | 2020年5月13日  |
| GWT 2.10.0 | 2022年6月9日   |

## 開発
GWTを使うとAjaxアプリケーションをJavaとJava用開発ツールを使って素早く開発できる。そして、そのアプリケーションを配布する際には、GWTクロスコンパイラがJavaからJavaScriptへの変換を行い、オプションで高度に最適化された（読みにくい）コードも生成できる。
GWTは単にインタフェースまわりの開発にとどまらず、JavaScriptを使った任意の高機能クライアントを構築できる。GWT開発者は、GWTは単なるライブラリではなく、新たなAjaxライブラリの実装というだけではないことを強調する。そのオープンエンドの哲学は徹底しており、多くのアーキテクチャ上の決定がGWTを利用する開発者に委ねられている。GWTの目的を記した文書を見ると、GWTの役割と開発者の役割をわかりやすく解説している。例えば、履歴トークンはGWTが管理するが、履歴トークンがアプリケーションの状態とどう対応するかは開発者に委ねられている。
GWTアプリケーションは以下の2つのモードで動作する。
- ホステッドモード : JavaバイトコードとしてJava仮想マシン (JVM) 上で動作する。一般に開発途中で利用するモードで、コードのホットスワップやデバッグをサポートしている。
- ウェブモード : JavaScriptとHTMLとして動作する。元は Java のソースコードである。開発完了後は、この形態で使用する。

GWTにはコマンド行ユーティリティapplicationCreatorがあり、GWTプロジェクトを開始するのに必要な全ファイルを自動生成する。Eclipse用プロジェクトファイルを生成することもできる。GWTを使ったIDEでの開発を支援するオープンソースのプラグインがいくつかある。例えばNetBeans向けのGWT4NB、Eclipse向けのCypal Studio for GWTやGoogle社が作成、提供しているGoogle Plugin for Eclipse、JDeveloper向けのgwtDeveloperなどである。

## コンポーネント
主なGWTコンポーネントは以下の通り。
GWT Java-to-JavaScript Compiler
Javaで書かれたプログラムをJavaScriptに変換する。
GWT Hosted Web Browser
開発時にGWTアプリケーションをホステッドモードで動作させる（JavaScriptに変換することなく、JavaアプリケーションをJVM上で動作させる）
JREエミュレーションライブラリ
Javaの標準クラスライブラリでよく使われるクラス（java.langパッケージのクラスやjava.utilパッケージの一部のクラス）をJavaScriptで実装したもの
GWT Web UIクラスライブラリ
ウィジェット生成のためのカスタムインタフェースとクラス群

## 機能
- 動的かつ再利用可能なUIコンポーネント : 実装に時間のかかる動的機能（ドラッグ・アンド・ドロップや仮想ツリー構造など）が予め実装されたクラスを使うことができる[6]。
- 単純なRPC機構
- ブラウザ履歴管理
- 高機能Javaデバッガサポート[5]
- ブラウザ間の非互換問題への対処[5]
- JUnit統合
- 国際化が容易
- JavaScript Native Interface (JSNI) を使って、人間が書いたJavaScriptコードとJavaソースコードを組み合わせることができる。
- Google のAPIをGWTアプリケーションで使えるようサポート（Google Gears など）。
- オープンソース
- JavaScriptではなくJavaを使って開発できるので、純粋なオブジェクト指向でアプリケーションを設計できる[6]。誤字やデータ型の不一致など、JavaScriptで実行時に発生する主なエラーは、コンパイル時に検出できる。
- GWTコンパイラが生成するJavaScriptのコードは、人間が読みやすい形式とダウンロードが高速な（読みにくい）形式を選択できる[6]。
- GWT向けの各種ライブラリをGoogleやサードパーティーが提供している。それを使ってGWTの機能を拡張可能[6]。

### 使用可能なウィジェット
version 1.4（2007年8月）で提供しているウィジェットは以下の通り。
- HTMLプリミティブ（ボタン、ラジオボタン、チェックボックス、テキストボックス、パスワードテキストボックス、テキストエリア、ハイパーリンク、リストボックス、テーブルなど）
- プッシュボタン、トグルボタン
- メニューバー
- ツリー
- タブバー
- ダイアログボックス
- 各種パネル (PopupPanel, StackPanel, HorizontalPanel, VerticalPanel, FlowPanel, VerticalSplitPanel, HorizontalSplitPanel, DockPanel, TabPanel, DisclosurePanel)
- リッチテキストエリア
- サジェストボックス（自動補完）
- デートピッカー（日付選択）

GWTにない一般的ウィジェットはサードパーティのライブラリで実装している。例えば、Ext GWT、GWT Component Library、GWT Widget Library、GWT-Ext、GWTiger、Rocket GWT などがある。